# 胡安·费雷尔
胡安·费雷尔·拉埃拉（西班牙語：Juan Ferrer Lahera，1955年8月24日—2015年10月22日），古巴男子柔道运动员。他曾代表古巴参加1980年夏季奥林匹克运动会柔道比赛，获得男子78公斤级银牌。